# Bolsa de Viazma
La Bolsa de Viazma se formó en octubre de 1941 cerca de la localidad rusa del mismo nombre, durante la Gran Guerra Patria entre la Alemania Nazi y la Unión Soviética, como parte de la Segunda Guerra Mundial. En esta bolsa quedaron atrapados dos ejércitos soviéticos completos, así como partes de otros tres. La captura de Smolensko y luego de Viazma marcó el inicio de la campaña alemana contra Moscú, llamada Operación Tifón.

## Antecedentes
En junio de 1941, Alemania invadió a la Unión Soviética sorpresivamente (véase Operación Barbarroja. Esta campaña produjo enormes pérdidas para el Ejército Rojo. Sin embargo, la Wehrmacht alemana fue frenando su avance a medida que se iba adentrando cada vez más a Rusia. Aunque los generales alemanes presionaban a Hitler para que diera la orden de tomar Moscú, éste rehusó, alegando que la toma de Crimea, Ucrania y los estados Bálticos eran más importantes estratégicamente.
Para finales de agosto, Ucrania había sido controlada en casi su totalidad y las luchas libradas en Smolensko dejaban claro que pronto los ejércitos alemanes tendrían el camino abierto a Moscú. Sólo entonces Hitler permitió la toma de la capital soviética, aunque se perdió mucho tiempo reorganizando el Grupo de Ejércitos Centro, que estaba disperso por Rusia.
Al caer Smolensko, los ejércitos XIV y XX quedaron atrapados en Smolensko, pero el débil cerco alemán permite que casi un millón de soldados escapen hacia Viazma, donde se estaba construyendo una nueva línea defensiva sobre el río Desna.

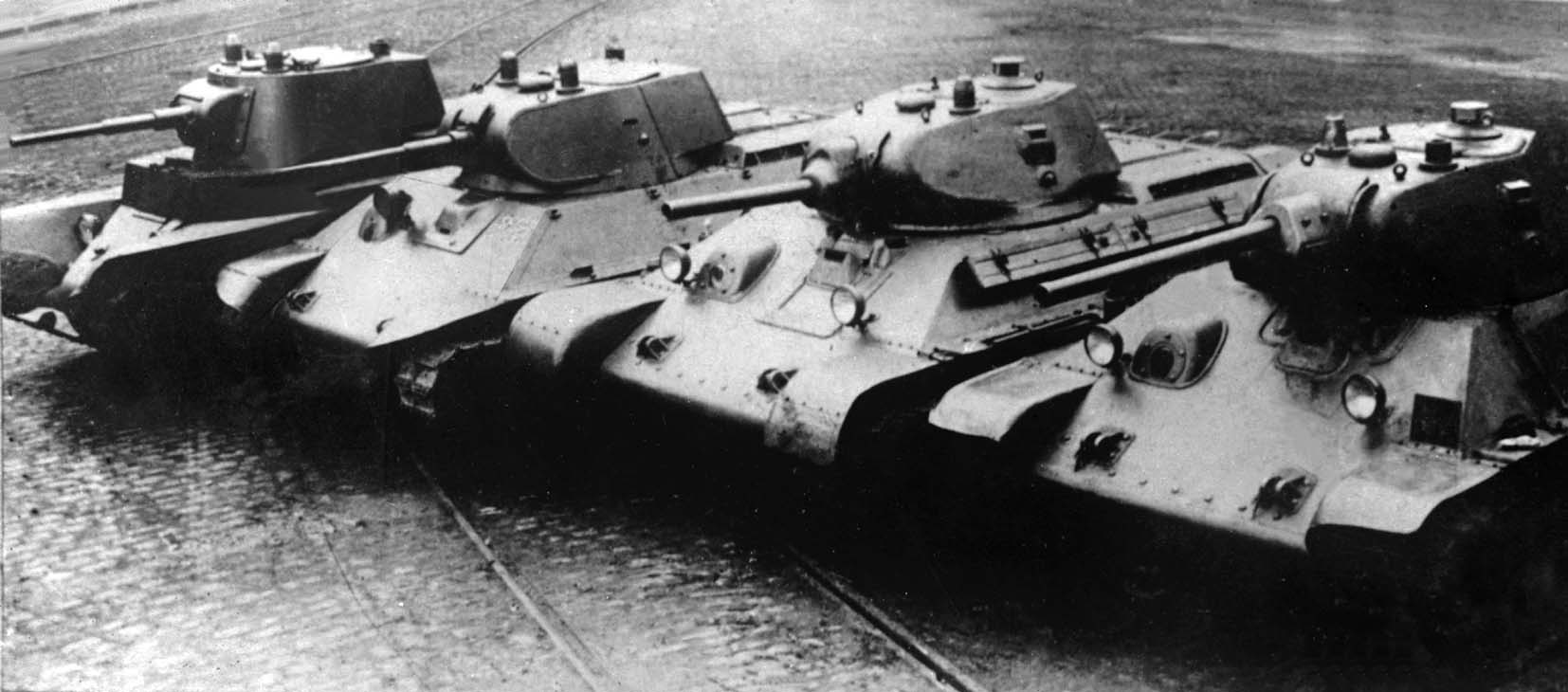
El tanque T-34 apareció por primera vez en la batalla de Viazma.

## La captura
La línea soviética era débil todavía, por lo que se planea un ataque con movimiento de pinzas, con el objetivo de atrapar a las fuerzas soviéticas. De esta manera, mientras el II Ejército y el II Grupo Panzer de Heinz Guderian se dirigen a Bryansk al sur, el IV Ejército de Günther von Kluge y el IV Ejército Panzer de Erich Hoepner cubren su flanco izquierdo, que daba hacia el norte, tomando con el Dnieper. Al norte de este río avanzan el IX Ejército de Adolf Strauss y el III Ejército Panzer de Hermann Hoth.
El 2 de octubre se inició la ofensiva, y Kluge y Strauss cumplieron sus objetivos rápidamente, atrapando cuatro ejércitos soviéticos el 10 de octubre. Sin embargo, la sorpresa alemana fue grande, ya que los soldados atrapados en Viazma no se rindieron en masa como estaba previsto. Por el contrario, la intensidad del invierno y la aparición del tanque de guerra soviético T-34 por primera vez en la guerra, acabaron con la superioridad acorazada alemana, ya que las armas antitanque alemanas no podían atravesar su blindaje.

## Consecuencia
En total, 514.000 prisioneros fueron capturados en Viazma y Bryansk, aunque los alemanes anunciaron haber tomado 673.000. Aun así se necesitaron 28 divisiones para capturar a las derrotadas tropas soviéticas. A pesar de la derrota, en este punto de la guerra, la resistencia soviética se mostró más dura, ayudada también por el clima. Alarmado por la posible caída de Moscú, Stalin movilizó a toda la clase gobernante a Kuybyshev, que se convirtió en la capital de facto de la Unión Soviética, aunque él decidió quedarse en el Kremlin para dar el ejemplo a la población. En este punto de la guerra, Gueorgui Zhúkov tomó la defensa de Moscú a su mando y le daría un giro a la desastrosa situación soviética.
Después de observar la resistencia rusa en Bryansk y Viazma, los militares alemanes se empezaron a dar cuenta de que tomar a la Unión Soviética sería una tarea más difícil de lo que habían creído. Heinz Guderian escribiría en su diario: "Los rusos han aprendido unas cosas".